# Evergrey
Evergrey je progressive metalová skupina ze Švédska. Byla založena v roce 1996. Její debutové album The Dark Discovery vyšlo o dva roky později.

## Obsazení
- Tom S. Englund – zpěv, kytara
- Henrik Danhage – kytara, doprovodný zpěv
- Rikard Zander – klávesy, doprovodný zpěv
- Johan Niemann – basová kytara, doprovodný zpěv
- Jonas Ekdahl – bicí

## Diskografie
- The Dark Discovery (1998)
- Solitude, Dominance, Tragedy (1999)
- In Search of Truth (2001)
- Recreation Day (2003)
- The Inner Circle (2004)
- Monday Morning Apocalypse (2006)
- Torn (2008)
- Glorious Collision (2011)
- Hymns for the Broken (2014)
- The Storm Within (2016)
- The Atlantic (2019)
- Escape of the Phoenix (2021)
- A Heartless Portrait (The Orphean Testament) (2022)
- Theories of Emptiness (2024)